# Gepatschspeicher
Gepatschspeicher je umělá vodní nádrž v rakouské spolkové zemi Tyrolsko, v okrese Landeck, v Ötztalských Alpách, v blízkosti obce Prutz v nadmořské výšce 1660 m. Soustřeďuje vodu z okolních toků údolí Kaunertal včetně řeky Faggenbach.

## Popis
Přehrada Gepatschspeicher zásobuje vodní elektrárnu Kaunertal státního podniku TIWAG v obci Prutz 13,2 km dlouhým potrubím s výškovým rozdílem 793 až 895 m. Přehrada má maximální objem 138 000 000 m³ a plochu 2,6 km². Je napájená potoky a říčkami údolí Kaunertal, z nichž některé jsou vedeny umělými tunely. Do jezera jsou tunely přiváděny také vody ze sousedního údolí Pitzal (řeky Pitze, Taschachbach) a Radurschltal (řeky Radurschlbach, Nauderer Tscheybach). Celkové plocha území, ze kterého je voda sbírána má rozlohu 279 km².
Stavba byla provedena v letech 1961–1964. Přehradní hráz v době dokončení měla výšku 153 m, koruna hráze délku 600 m a byla desátou nejvyšší přehradní hrází na světě. Délka jezera je šest kilometrů. Elektrárna Kaunertal vyrábí ročně průměrně 661 GWh elektrické energie. Strojovna v Prutz má pět Peltonových turbín s výkonem 325–392 MW.
Kolem jezera vede turistická trasa Kaunertaler Gletscherstrasse.
Na základě Gepatschspeicher TIWAG plánuje rozšíření sítě elektráren v rámci Ötztal - Pitztal - Kaunertal. Projekty jsou však sporné z ekologického a ekonomického hlediska. Jsou založeny na využití vodní energie, atomu a uhlí. Mohou také ohrožovat oblasti zahrnuté do programu Natura 2000. Rovněž se věří, že pouhá výstavba nádrže ohrožuje ohrožení oblasti. Někteří se obávají, že náhlé prasknutí nedalekého ledovce Bliggferners poškodí nádrž a zaplaví níže ležící oblasti.